# V-The New Mythology Suite

## Извођачи
- Russell Allen - Вокал
- Michael Romeo - све електричне и акустичне гитаре, пратећи вокали
- Michael Pinnella - клавијатуре, пратећи вокали
- Michael Lepond - бас
- Jason Rullo - ритам-секција